# Ángel Melogno
Miguel Ángel Melogno (22. březen 1905, Salto – 27. březen 1945, Montevideo) byl uruguayský fotbalista. Nastupoval především na postu záložníka.
S uruguayskou reprezentací vyhrál mistrovství světa ve fotbale 1930, byť byl náhradníkem a do bojů na turnaji nezasáhl.
Byl hráčem Bella Vista Montevideo